# Глух Іван Васильович
Глух Іва́н Васи́льович (нар. 11 серпня 1950 року) — український політик, народний депутат України ІІ скликання (1994—1998 рр).

## Біографія
Народився 11 серпня 1950 року в селі Скородний Нижньо-Устрицького району Дрогобицької області. Українець.
У 1969 році закінчив Нікопольський сільськогосподарський технікум і направлений інженером Дніпропетровського обласного управління меліорації і водного господарства.
З 1973 року — головний інженер, згодом — начальник комбінату комунальних підприємств у селищі міського типу Доманівка Миколаївської області.
У 1980 році закінчив Херсонський сільськогосподарський інститут.
З 1986 року — голова правління колгоспу (з 1993 року — колективне сільськогосподарське підприємство) «Колос» Доманівського району.
У 1993 році закінчив Одеський державний університет імені І. І. Мечникова.
Член Селянської партії України.
З вересня 1997 по березень 1999 року — помічник Прем'єр-міністра України.
З березня 1999 по березень 2000 року — заступник голови Комітету з питань садівництва, виноградарства та виноробної промисловості, пізніше — 1-й заступник голови державного концерну садівництва, виноградарства та виноробної промисловості України.

## Депутатська діяльність
У 1994 році обраний народним депутатом України по Доманівському виборчому округу № 290. Член Комітету з питань агропромислового комплексу, земельних ресурсів і соціального розвитку села. Член депутатської фракції АПУ.

## Нагороди і почесні звання
Нагороджений орденом «За заслуги» 3-го ступеня (11.1997 року).

## Родина
Одружений. Має двох синів.